# Józef Smoczek
Józef Antoni Smoczek (ur. 17 stycznia 1908 w Tarnowie, zm. 29 sierpnia 1984 w Krakowie) – polski piłkarz występujący na pozycji napastnika, reprezentant Polski w latach 1930–1935, trener piłkarski.

## Kariera
Największy sukces odniósł grając w Garbarni Kraków, z którą w sezonie 1931 sięgnął po tytuł mistrza Polski. Występował także w Tarnovii Tarnów, Szczakowiance Jaworzno, Warszawiance oraz klubie SKS Starachowice. Po wybuchu II wojny światowej grał w założonym przez nazistowskich okupantów zespole DTSG Krakau (Gauliga Generalgouvernement). W reprezentacji Polski debiutował 28 września 1930 w spotkaniu ze Szwecją, w którym zdobył bramkę. Łącznie w latach 1930–1935 rozegrał w drużynie narodowej cztery mecze i zdobył dwa gole.

### Bramki w reprezentacji
| LP | Data             | Miejsce                       | Przeciwnik | Bramka | Rezultat | Ranga meczu     |
| -- | ---------------- | ----------------------------- | ---------- | ------ | -------- | --------------- |
| 1. | 28 września 1930 | Stadion Olimpijski, Sztokholm | Szwecja    | 2:0    | 3:0      | Mecz towarzyski |
| 2. | 15 września 1935 | Stadion Miejski, Łódź         | Łotwa      | 1:2    | 3:3      | Mecz towarzyski |

## Sukcesy
Garbarnia Kraków
- mistrzostwo Polski: 1931